# Neomegamphopus pachiatus
Neomegamphopus pachiatus is een vlokreeftensoort uit de familie van de Neomegamphopidae. De wetenschappelijke naam van de soort is voor het eerst geldig gepubliceerd in 1987 door Barnard & Thomas.